# 753

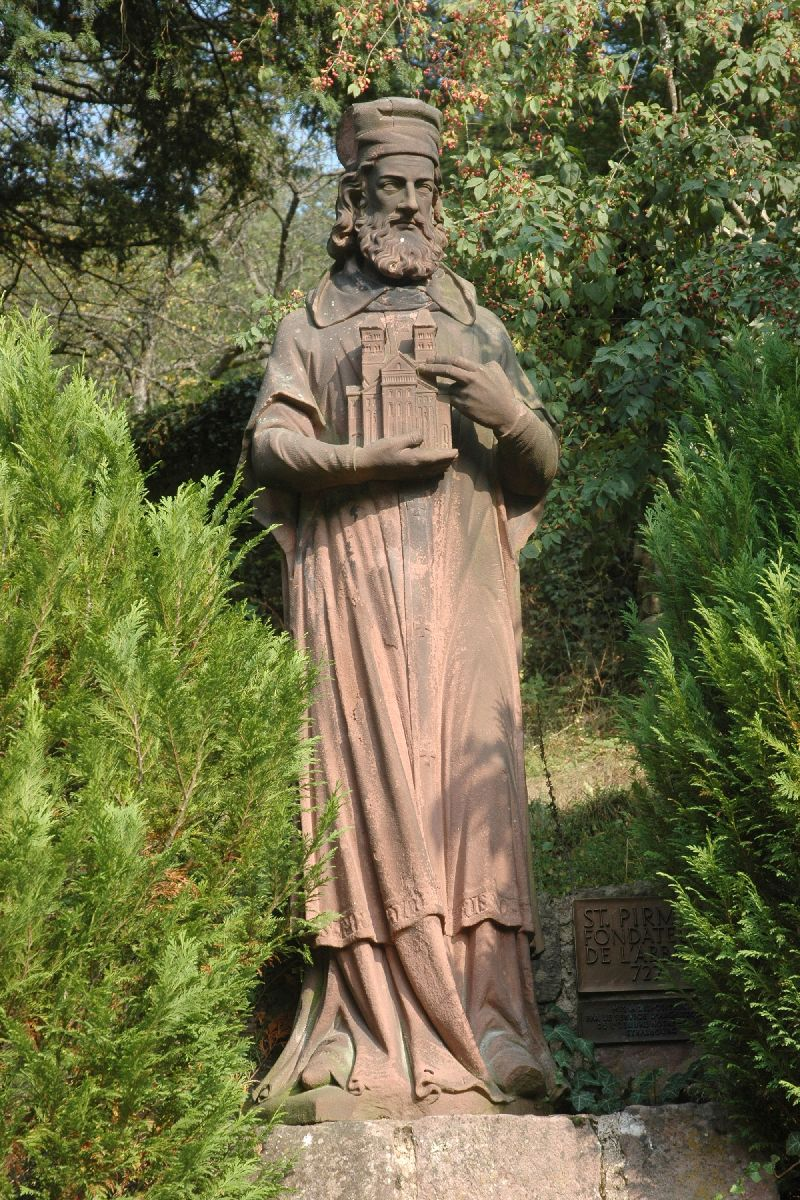
Pirminius (ca. 700–753)

Het jaar 753 is het 53e jaar in de 8e eeuw volgens de christelijke jaartelling.

## Gebeurtenissen

### Europa
- Koning Pepijn III verslaat de opstandige Saksen (huidige Nedersaksen). In Bourgondië wordt Pepijns halfbroer Grifo bij Maurienne gedood, wanneer hij de Alpen wil oversteken om zich bij de Longobarden aan te sluiten.
- De stad Staraja Ladoga (Noord-Rusland) wordt gesticht door de Scandinaviërs (ook wel Vikingen). Ze vestigen een handelspost en voeren ruilhandel (onder andere ambachtswerk, dieren en sieraden) met de Baltische volkeren.

## Religie
- herfst – Paus Stephanus II reist op verzoek van keizer Constantijn V naar Pavia, de Longobardische hoofdstad, in een laatste vergeefse poging koning Aistulf te overtuigen tot teruggave van het exarchaat Ravenna.
- november – Stephanus II trekt met zijn gevolg, gehinderd door kou en sneeuw, via de Grote Sint-Bernhardpas over de Alpen. Hij voert onderhandelingen met Pepijn III die resulteren in het pactum van Quierzy (Picardië).
- Bonifatius, bisschop van Mainz, bepleit in een brief aan Stephanus II de onafhankelijkheid van het bisdom Utrecht ten opzichte van het bisdom Keulen. Omdat vanuit Keulen niets aan missiewerk was gedaan was volgens Bonifatius de vroegere schenking van de kerk van Utrecht aan het bisdom Keulen door koning Dagobert I nietig geworden.
- Hertog Tassilo III van Beieren sticht een benedictijnerklooster bij Wessobrunn ter ere van de apostel Petrus.

## Overleden
- Grifo, Frankisch hertog en zoon van Karel Martel
- Harlindis, Frankisch abdis
- Hildegar, bisschop van Keulen
- Pirminius, Visigotisch abt